# UNItopia Mudlib
UNItopia Mudlib (též zkráceně UNIlib) je MUDová programová knihovna (mudlib) v LPC, založená na herním ovladači LPMud a vyvinutá původně pro německojazyčný MUD UNItopia.
UNItopia Mudlib je veřejně k dispozici, čímž se mohla stát základem řady dalších německojazyčných mudů (Anno, Avalon, FinalFrontier, Into The Light, Lethynna, Mittelerde, Mudrix, Seifenblase, SiliconDream, Stardust, Stargazer a Zeittunnel). Na upraveném základě UNIlib byla rovněž vybudována mudlib českojazyčného MUDu Prahy.